# Cayos Hicks
Cayos Hicks son un grupo de islas deshabitadas del país centroamericano de Belice en el sur de la Bahía de Chetumal, entre Cayo San Jorge y Cayo Chapel, a medio camino entre la ciudad de Belice y la localidad de San Pedro.